# 貫太ですッ!
『貫太ですッ!』（かんたですっ!）は、東海テレビ制作昼の帯ドラマ。2003年6月30日から9月26日の毎週月曜 - 金曜の13時30分 - 14時に、フジテレビ系列で放送された。全65話。

## 概要
湘南にある伊達新聞店を舞台としたホームドラマ。ドロドロ愛憎劇が主流であった東海テレビの昼ドラマにおいて、久々のホームドラマとなった本作は、脚本にNHK総合の朝の連続テレビ小説で実績のある清水有生を起用。
主人公である伊達貫太は、脚本の清水の知人である鎌倉市の新聞店の2代目店主がモデルとなった。清水が脚本を務めたNHK総合の朝の連続テレビ小説『あぐり』で俳優デビューした山田純大が伊達貫太を演じた。同枠では、1978年の『続・あかんたれ（志垣太郎主演）』以来25年ぶりの男性主演となる。
放送途中から裏番組で、『キッズ・ウォー5 〜ざけんなよ〜』が開始されたため、視聴率では苦戦を強いられ、芳しい状況とは言えなかった。

## あらすじ
湘南の伊達新聞店の次男である伊達貫太は、江ノ島の駅でかつて憧れていた先輩の進藤正史を待っていたが現れなかった。
翌日、貫太は進藤と偶然再会し、進藤を江ノ島の駅できちんとした形で出迎えたいと説得する。進藤は貫太の熱意に心を打たれて、妻子と共に江ノ島の駅で改めて出迎えられる。
実は多額の借金を抱えていた進藤は、妻子を残して蒸発し、進藤の妻のあゆみがこの町で返済することを貫太の父である信助達に誓う。貫太をはじめ伊達新聞店の一同は、進藤親子を助けるために奔走する。

## 登場人物

### 伊達一家
伊達貫太
演：山田純大
本作の主人公。27歳、伊達家の次男で口癖は「よしっ」。実家の伊達新聞店で配達の仕事をしている。熱血漢で一途な性格であり多くの人々から信頼を受けている。小学生の頃は野球部に所属していたが暴力沙汰で退部となり、進藤に励まされ彼を尊敬するようになる。その後、進藤が蒸発した際、彼の妻、あゆみと四人子供達の世話をする事になり、次第にあゆみの事を好意を持つ。義姉の美奈子に伊達新聞店を乗っ取られた時、彼女の方針に従えず猛が乗るマグロ漁船に乗って円達を養おうと考えた事もあった。
伊達信助
演：石倉三郎
貫太の父親で伊達新聞店の店長。お人好しで妻の春子には頭が上がらない。町会議員に立候補した際、亀岡の協力で当選する。
伊達春子
演：由紀さおり
貫太の母親。貫太や従業員を時には厳しく、時には優しく見守る。家族や従業員の食事を毎日調理するなど伊達新聞店の縁の下の力持ち。長男の嫁である美奈子とは正反対な性格からか折り合いが悪い。デリカシーのない一面がある。

### 伊達新聞店の従業員
長嶋茂雄
演：渡部雄作
45歳、愛称は「シゲさん」。少しずる賢い性格をしている。病院に訪れた時、国民的野球選手と同姓同名なせいか呼ばれた時、周辺の注目を浴びていた。美奈子に乗っ取られた際、リストラされてしまう。
田所さん
演：剛州
元々大手企業に勤めていたがリストラされ妻子に逃げられる。伊達新聞店に空き巣が入った際、自分と同様にリストラされた事を知り親身になって説得する。紆余曲折を経て家族の仲を戻し、伊達新聞店を去る。
ノブヒト君
演：一條俊
青森出身。新聞奨学金を受けている東大生。弁護士になりたいが、病院の院長である父親は彼に病院を継いで欲しいと思っており対立している。近所で起こった訪問販売詐欺を解決した事から再び弁護士を目指す事を決意する。また、周の勉強の手伝いをしている。
あけぼの君
演：北条宗章
元々は力士志望であったが伊達新聞店に住み込みで働く。大食らいである。
民子
演：江口徳子
通称タネ子。田所さんが離れたあと伊達新聞店の従業員となった。貫太に気があるらしく度々彼を追い掛け回していた。

### 田島親子
田島知花
演：渋谷亜希
27歳、貫太の幼馴染で彼に恋心を抱いている。幼い頃に母親を亡くしており、父親に変わり釣り船を動かしている。また、喫茶店を営んでおり地元の漁師や伊達新聞店の従業員の憩いの場となっている。度々、伊達新聞店の仕事の手伝いをする事もあり従業員からも人気が高い。貫太とあゆみが急接近した時は不安な気持ちで一杯であった。
田島勇介
演：伊吹吾郎
知花の父親、釣り船の船長であるが、腰が弱く娘に釣り船を任せている。

### 進藤親子
進藤あゆみ
演：渡辺梓
貫太が尊敬する進藤の妻で円達の母親。夫の失踪後、円達四人の子供を養う事になる。知花の紹介で昼はスーパーマーケットのパート、夜はパブの仕事に就いていた。子供達との時間を作るため、パブを辞め東京で寮母の仕事に就くが夫の件で解雇される。その後は貫太の後押しで伊達新聞店で働く事になる。貫太への好意は日に日に深まるが、元々、心臓病を患っていた彼女は無理がたたり入院する。退院後は子供達と共に伊達新聞店で暮らす。しかし、心臓病が再発してしまう。
進藤円
演：笹岡莉紗
あゆみの長女で高校生。プロのチェロ奏者を目指している。最初は貫太に反抗的であったが次第に彼に心を開く。終盤、チェロ奏者の豊泉と交際し彼にプロポーズを迫られる。
進藤周
演：東海孝之助
あゆみの長男で中学生。クラスでは優等生でありIT至上主義で新聞を時代遅れだと思っていた。学校の体験学習で伊達新聞店にて新聞配達を行い、そこで伊達新聞店の近所に住む老人、テルが自宅の火事に遭遇した時、彼女を助けた。その後は髪を染めたり万引きを行う等、非行に走っていたが貫太の奮闘で改心する。
進藤率
演：佐藤慶季
あゆみの次男で小学生。引っ越す前、犬を拾うがその犬が野良犬では無くクラスメイトの飼い犬だった事がわかりいじめに遭い、それが原因で耳が聴こえなくなる。あゆみの心臓病が再発した際、貫太と対立するが、真意を伝えるうちに耳が治る。
進藤零
演：島綾佑
あゆみの三男、幼稚園児。幼いが故、兄達とは違い貫太とは仲が良い。
進藤正史
演：篠塚勝
あゆみの夫で円達の父親。高校時代、野球部に所属しておりエースで四番として甲子園でも活躍、貫太達の憧れの的であった。その後、プロ野球選手となりその時知り合ったあゆみと結婚。引退後は事業を起こしたがその事業に失敗し多額の借金を抱えてしまい、あゆみ達を残し失踪してしまう。あゆみの入院を知り、彼女の元へ戻るが、あゆみに決別され子供達からも見放される。その後、横領事件で逮捕される。

### 貫太の兄夫婦
伊達太郎
演：鈴木省吾
貫太の兄で妻、美奈子と一児をもうけており東京で暮らしている。子供の時は「新聞太郎」と呼ばれておりそれがコンプレックスになっていた。信助が借金の保証人になった際、自宅マンションを担保に融資する等、相当な切れ者である。
伊達美奈子
演：松沢有紗
太郎の妻で一児の母親で経営コンサルタントでもある。仕事は優秀だが家事は駄目で子供を義母の春子に押し付けた事もある。太郎が融資した際、伊達新聞店を太郎に変わって経営する。合理主義ではあるが独善的なやり方であり、そのやり方は乗っ取りと変わらなかった。従業員をパート制度にしたり、シゲさんをリストラする等、従業員達からの評判が悪く貫太も一時、伊達新聞店を辞める程であった。

### その他の登場人物
川島猛
演：宅間孝行
通称ターちゃん、貫太の幼馴染でマグロ漁船で働く。知花に片思いしており、誤解から貫太と対立した事もあった。喧嘩が強くて知花に迫る櫨山を退けた。常に年季物のダブルラジカセを携帯している。
櫨山修二
演：大塚幸太
伊達新聞店の取引先である新聞社に所属する新聞記者。貫太からは「ダボハゼ」と呼ばれている。知花に一目惚れし、策略を練って彼女の心を動かそうとする。
亀岡万次郎
演：石坂浩二
信助が海岸で出会った人物で、議員選にて信助を手助けする。信助からは「先生」と呼ばれている。その正体は世界的な画家であったが一年前から姿を消していた。櫨山によりその正体が分かり新聞に掲載される。
豊泉淳一郎
演：京晋佑
世界的なチェロ奏者で円と交際しており、彼女に婚約を迫った。30代で離婚歴があり、自らを「ジュンジュン」と呼んでいる。
千夏
演：廠のえる
谷口みのじ
演：久松夕子

## スタッフ
- 企画 - 鶴啓二郎（東海テレビ）
- 脚本 - 清水有生
- 音楽 - 小西真理
- 音楽制作 - インスパイア・ホールディングス
- 広報 - 藤城大子（東海テレビ）、植木圭一（東海テレビ）、山本聡美（東海テレビ）
- プロデューサー - 市野直親（東海テレビ）、沼田通嗣（テレパック）
- 演出 - 奥村正彦、藤尾隆（テレパック）、淡野健（テレパック）
- 制作 - 東海テレビ、テレパック
- 主題歌 - 『雑草の花』STANCE PUNKS（Dynamord Label）

## 放送リスト
1. (2003.6.30)
2. (2003.7.1)
3. (2003.7.2)
4. (2003.7.3)
5. (2003.7.4)
6. (2003.7.7)
7. (2003.7.8)
8. (2003.7.9)
9. (2003.7.10)
10. (2003.7.11)
11. 社長の心配 (2003.7.14)
12. 職業体験学習 (2003.7.15)
13. お手柄少年! (2003.7.16)
14. 孤独のサイン (2003.7.17)
15. 町のうわさ…(2003.7.18)
16. ママの入院 (2003.7.21)
17. 賑やかな居候 (2003.7.22)
18. スパルタ宣言 (2003.7.23)
19. 連続空き巣犯 (2003.7.24)
20. お騒がせ手紙 (2003.7.25)
21. 恋の決闘騒ぎ (2003.7.28)
22. 勘違いの連鎖 (2003.7.29)
23. 片思いの星空 (2003.7.30)
24. 泥だらけの涙 (2003.7.31)
25. 率の心のキー (2003.8.1)
26. 5歳の犯罪 (2003.8.4)
27. どたばた芝居 (2003.8.5)
28. ニセの結婚式 (2003.8.6)
29. 変なキャンプ (2003.8.7)
30. 嵐の中の配達 (2003.8.8)
31. 危ないメール (2003.8.11)
32. 解約が殺到! (2003.8.12)
33. 事件の真相 (2003.8.13)
34. オヤジの見栄 (2003.8.14)
35. さよなら田所 (2003.8.17)
36. 涙の一票差 (2003.8.18)
37. 博学の詐欺師 (2003.8.19)
38. 先生の正体 (2003.8.20)
39. 決死の願掛け (2003.8.21)
40. 殻の中の愛 (2003.8.22)
41. 辛すぎる告知 (2003.8.25)
42. 初めての喧嘩 (2003.8.26)
43. 嘆きのチェロ (2003.8.27)
44. 最高の音色 (2003.8.28)
45. あゆみの決断 (2003.8.29)
46. 不気味な視線 (2003.9.1)
47. 衝撃の逮捕! (2003.9.2)
48. 貫太の縁談 (2003.9.3)
49. ヤラセの婚約 (2003.9.4)
50. ママへの復讐 (2003.9.5)
51. ママの遺言 (2003.9.8)
52. 傷心の日々! (2003.9.9)
53. 十六歳の選択 (2003.9.10)
54. 別荘の令嬢 (2003.9.11)
55. ひと夏の恋 (2003.9.12)
56. 新聞店の危機 (2003.9.15)
57. リストラ1号 (2003.9.16)
58. 配達は愛! (2003.9.17)
59. 知花の涙… (2003.9.18)
60. 配達員の誇り (2003.9.19)
61. 正義のお芝居 (2003.9.22)
62. 再婚話の真相 (2003.9.23)
63. 円の無断外泊 (2003.9.24)
64. スキャンダル (2003.9.25)
65. 大切な人… (2003.9.26)

- 10話まではサブタイトルなし。
- 9月16日放送の第57話は名古屋立てこもり放火事件の報道があった為、24時30分からの放送となった。

## 備考
- 当初のオープニングは新聞配達のバイクで走っている貫太が途中、江ノ電の電車に追い抜かされて奮発し、抜き返して電車の前に踊り出て鼻を明かすシーンであったが、江ノ電に「道路交通法違反ではないか」と視聴者から指摘があったことで江ノ電が東海テレビに抗議したため、その部分は8月4日放送から変更された[3]。
- 貫太の部屋に優香のポスターが貼ってある。
- 亀岡万次郎役の石坂浩二は、前年（2002年）5月に直腸癌を患い主演中だった『水戸黄門』（TBS）を途中降板したためしばらく俳優活動を自粛していたが、本作への出演で復帰している。